# Slovanské hradiště Mikulčice
Slovanské hradiště Mikulčice (též Mikulčice-Valy) je významné hradisko z doby velkomoravské nacházející se zhruba tři kilometry jihovýchodně od Mikulčic v Jihomoravském kraji. Rozloha samotného hradiště je asi deset hektarů, ale velikost aglomerace se odhaduje na 30–50 hektarů. Lokalita je chráněna jako národní kulturní památka.
Mikulčické hradisko patřilo k významným mocenským a duchovním střediskům Velkomoravské říše. V areálu obehnaném opevněním (valy) byly nalezeny základy velmožského paláce, dvanácti kostelů, tři mosty a pohřebiště čítající přes 2 500 hrobů.

## Velkomoravská historie
Valy u Mikulčic jsou jedním z nejvýznamnějších opevněných hradištních sídel se znaky městského uspořádání, spíše vojenského charakteru, s doklady osídlení předvelkomoravského a velkomoravského horizontu s množstvím kostelů (cca 12) a artefaktů svědčících o přítomnosti velkomoravské nobility.
Existují domněnky, že se mohlo jednat o kmenové centrum s vyššími mocenskými aspiracemi, možná i sídlo prvních Mojmírovců. Zlom ve vývoji hradiska nasvědčuje k tomu, že se v další fázi stalo důležitým prvkem začleněným do systému obrany říše a jejího centra.
Lubomír Emil Havlík se domníval, že se jednalo o grad Morava, několik badatelů se však přiklání k názvu grad Slavnica či Slivnica.
Již v roce 1888 popsal lokalitu Valy moravský archeolog Karel Jaroslav Maška. Zaznamenal hlášení nadučitele Františka Kropáče o rozsáhlém opevnění se zřetelným příkopem asi 3,5 km východně od Mikulčic a o něco východněji nezalesněné místo, „kde nic neroste“, obehnané příkopem, s nálezy střepů keramiky zdobené vlnicemi. Mezníkem zahajujícím terénní výzkumy byl rok 1954. Systematické výzkumy trvající nepřetržitě 38 sezón poskytly díky relativní neporušenosti do dnešní doby nejdostupnější materiál k hledání historie Velké Moravy a jsou spjaty se jmény akademika Josefa Poulíka a Zdeňka Klanici.
Aglomerace leží v údolní nivě řeky Moravy v krajině lužních lesů. Její jádro tvoří hlavní hrad se dvěma velkými přiléhajícími předhradími, z nichž jedno má zřetelný charakter stálého vojenského tábora a druhé se jeví spíš jako valem chráněné sídliště. Poněkud vyvýšená akropole velkomoravského hradu i s vojenským předhradím byla chráněna téměř stejnou hradbou skořepinové konstrukce s čelní kamennou plentou a vodními příkopy tvořenými soustavou ramen řeky Moravy.
Na nejvyšším místě akropole byly situovány dvě stavby reprezentující knížecí prostředí – knížecí palác s litou maltovou podlahou a kamenným krbem a bazilika. Oba objekty na ploše tzv. hradu tvořily samostatný okrsek. V okolí paláce bylo zjištěno opevnění příkopem a bazilika se hřbitovem byla oddělena palisádovým plotem. Rozsáhlá trojlodní bazilika s atriem a nartexem – kněžištěm je plošně dosud největším odkrytou velkomoravskou církevní stavbou. V prostoru baziliky a v okolí bylo odkryto několik hrobek patřících významným představitelům vládnoucí vrstvy Velké Moravy, pravděpodobně i některým z Mojmírovců. V okolí kostela bylo odkryto pohřebiště čítající přibližně 550 hrobů, jejichž hustota a vzájemné překryvy svědčí o značné intenzitě pochovávání, tedy i o poměrně vysoké hustotě obyvatelstva. Pohřebiště vyniká množstvím bohatých hrobů s meči, zlatými a stříbrnými šperky a honosnými soupravami opaskových kování a stříbrných a litých bronzových nákončí, zlatými gombíky. Tyto i řada dalších nálezů představují mistrná díla místního uměleckého řemesla. Nákončí se stala jakýmsi neoficiálním symbolem lokality Valy u Mikulčic, ale k cenným nálezům patří zejména stříbrný závěsný křížek s postavou Krista a zlatý solidus byzantského císaře Michaela III. Určitým dokladem vzdělanosti jsou také nálezy železných pisátek – stilů.

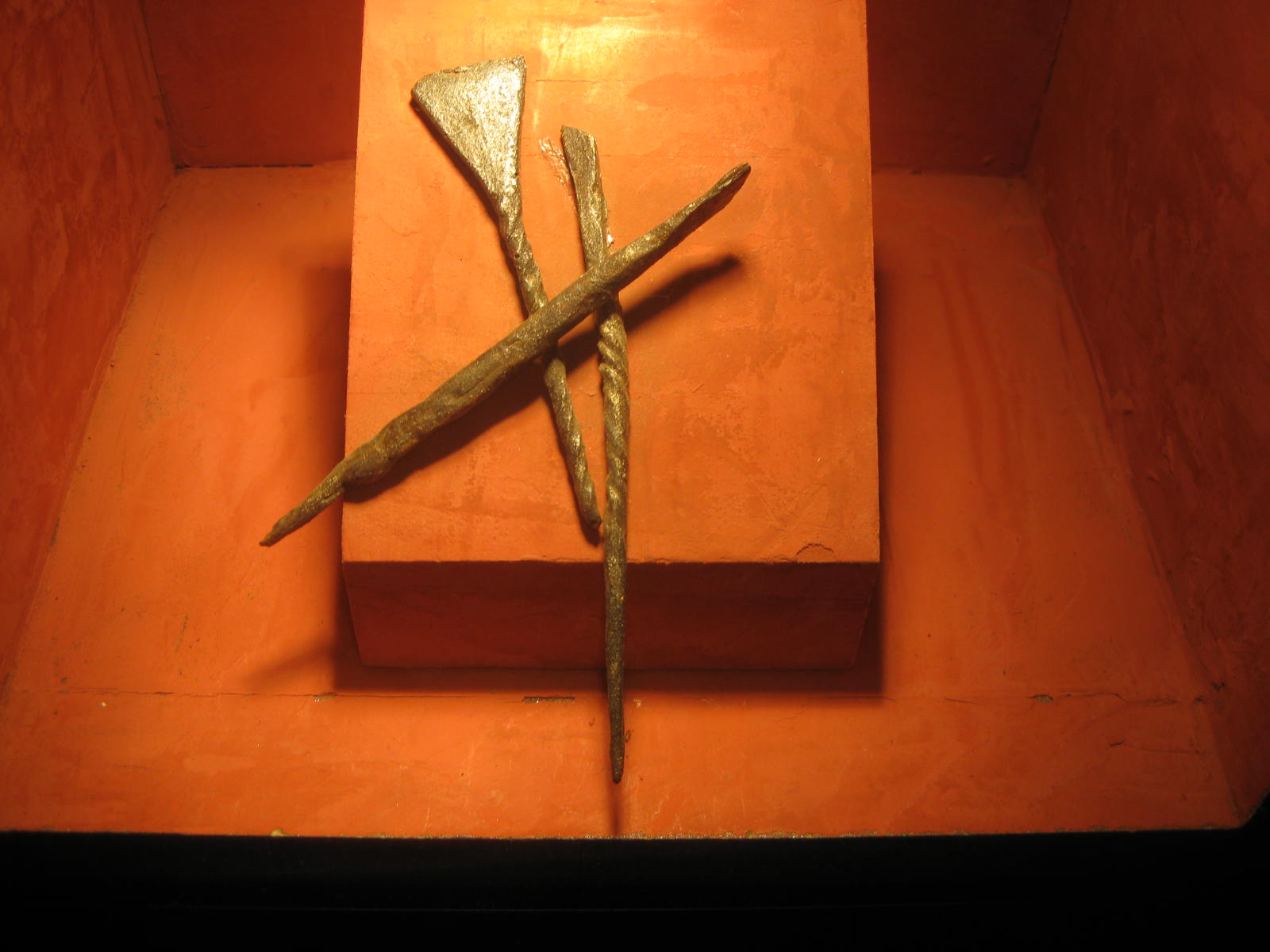
Stilety

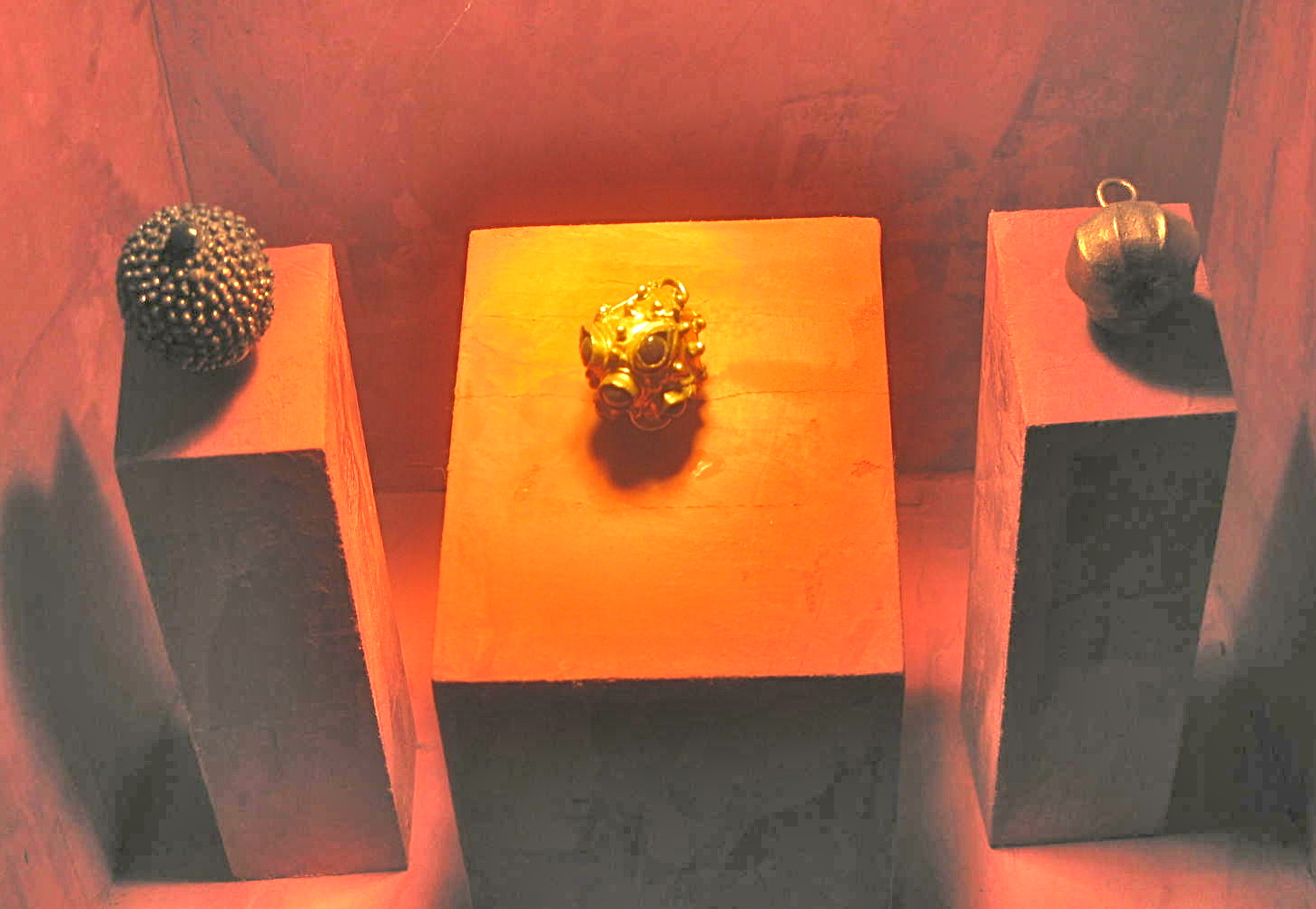
Gombík

Stopy kovoliteckých a šperkařských dílen na hradě jsou časově řazeny do období před polovinou 9. století ve vrcholném období mizí a převládá zpracování železa, dřeva, hrnčířství a textilnictví.

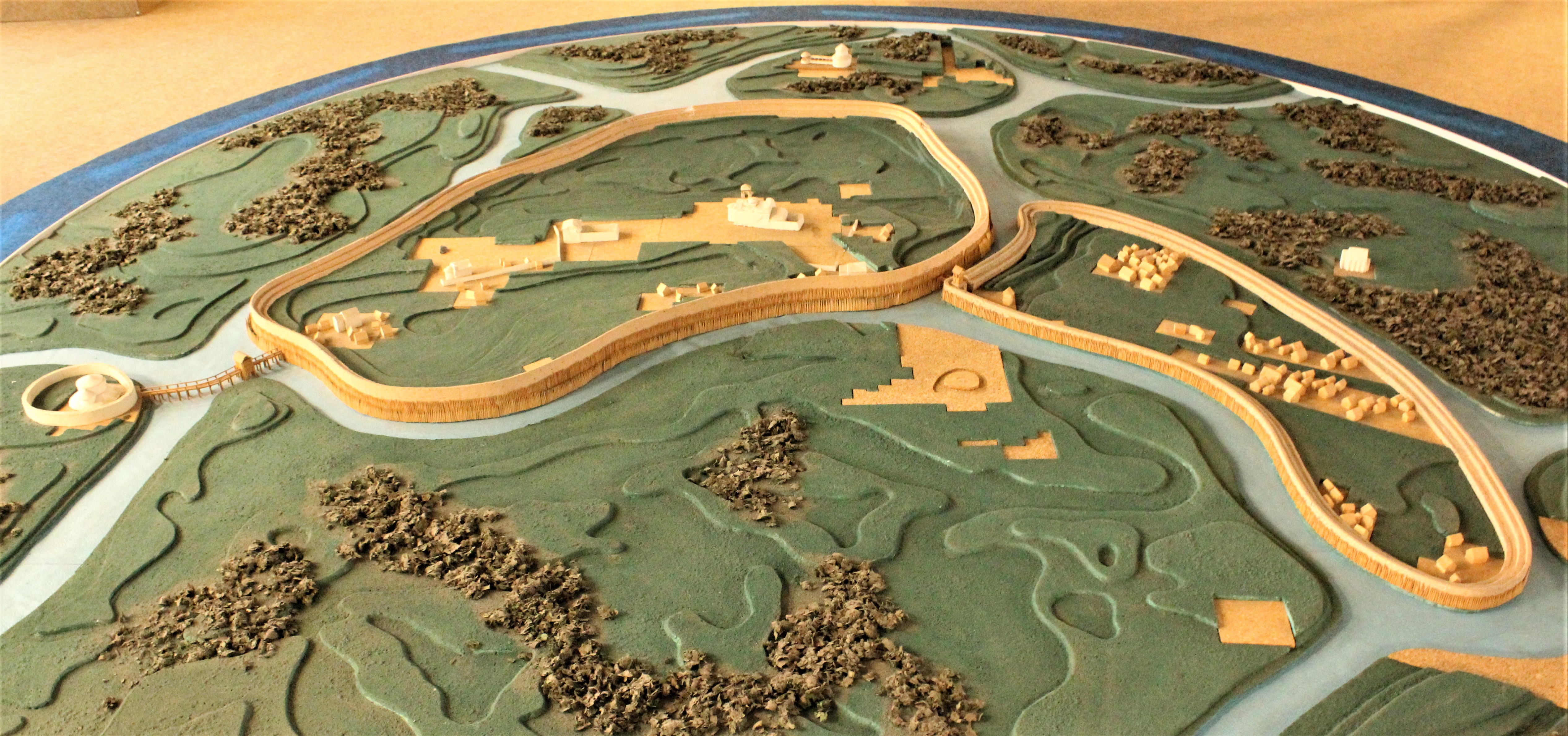
Maketa hradiska

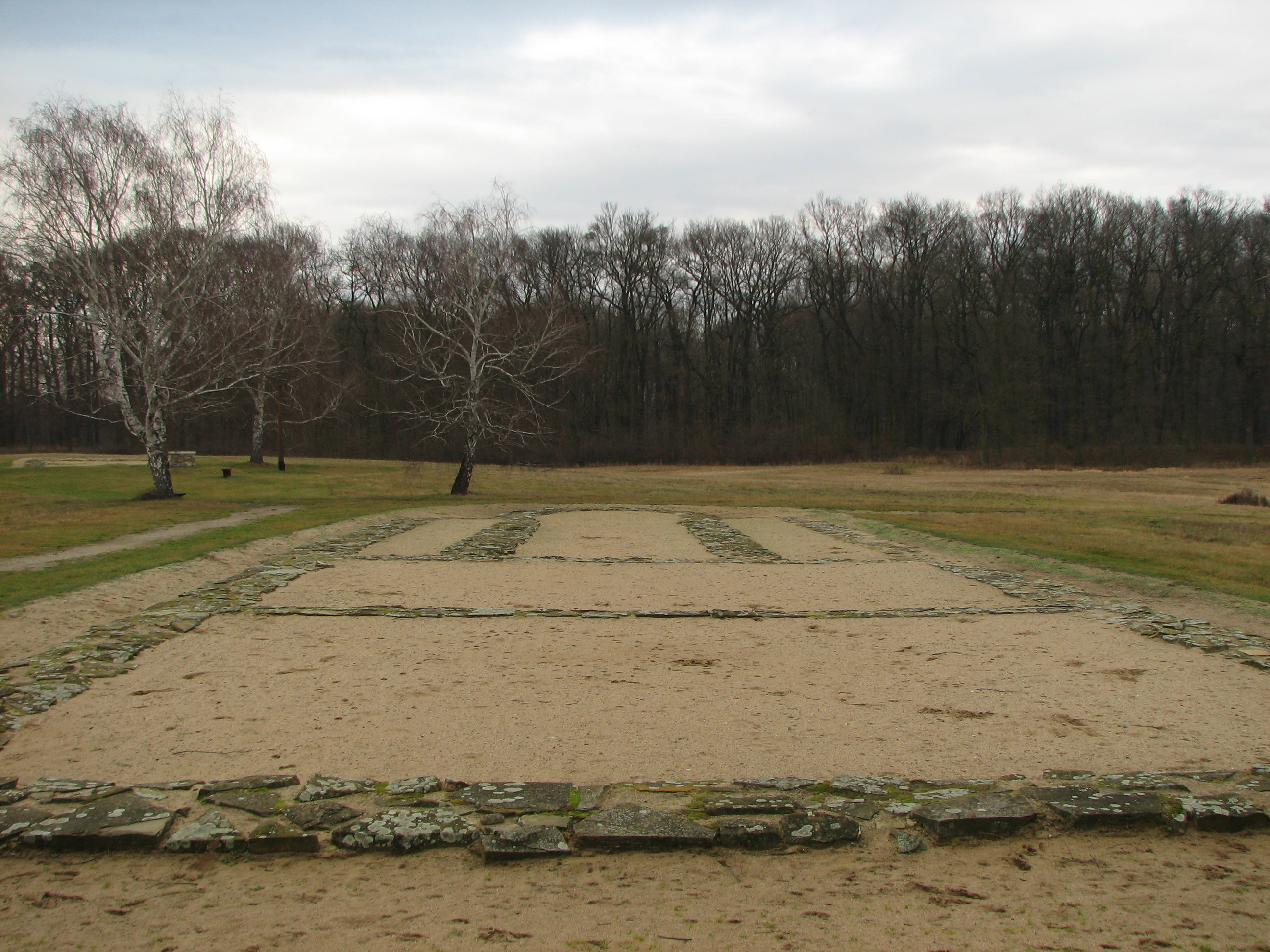
Vyznačené základy třetího mikulčického kostela – trojlodní baziliky

K aglomeraci přináleží také četná zázemí (sídelní areály s pohřebišti valy):
- severní a severozápadní podhradí Štěpnice I (vlastnický kostel s neobvyklými zevními příporami s 6 hroby kolem, kostel s pravoúhlým presbytářem a 26 hroby,
- jižní podhradí Kostelisko (rotunda se 4 konchami a litou maltovou podlahou a zjednodušenou antickou mozaikou s úlomky římských cihel),
- východní podhradí, Těšický les – Klášteřisko (dvouapsidová rotunda, 200 hrobů, bronzová pozlacená plaketa, břitva),
- Štěpnice II blíže k Trapíkovu (prostá dřevěná rotunda na kamenné podezdívce, úlomek hlazené porfyritové desky, 16 hrobů, stříbrné gombíky, železné ostruhy),
- Žabník (44 hrobů, skleněné perly, nože, keramika),
- pohřebiště z 9. až 11. století Panské,
- sídliště z 9. století Trapíkov,
- Kopčany s dochovaným kostelem svaté Margity Antiochijské, který se zachoval téměř celý ve své původní hmotě. Datování dříve pozornosti unikajícího kostela umožnily nálezy tří velkomoravských hrobů s pozlacenými gombíky a stříbrnými bubínkovými náušnicemi.

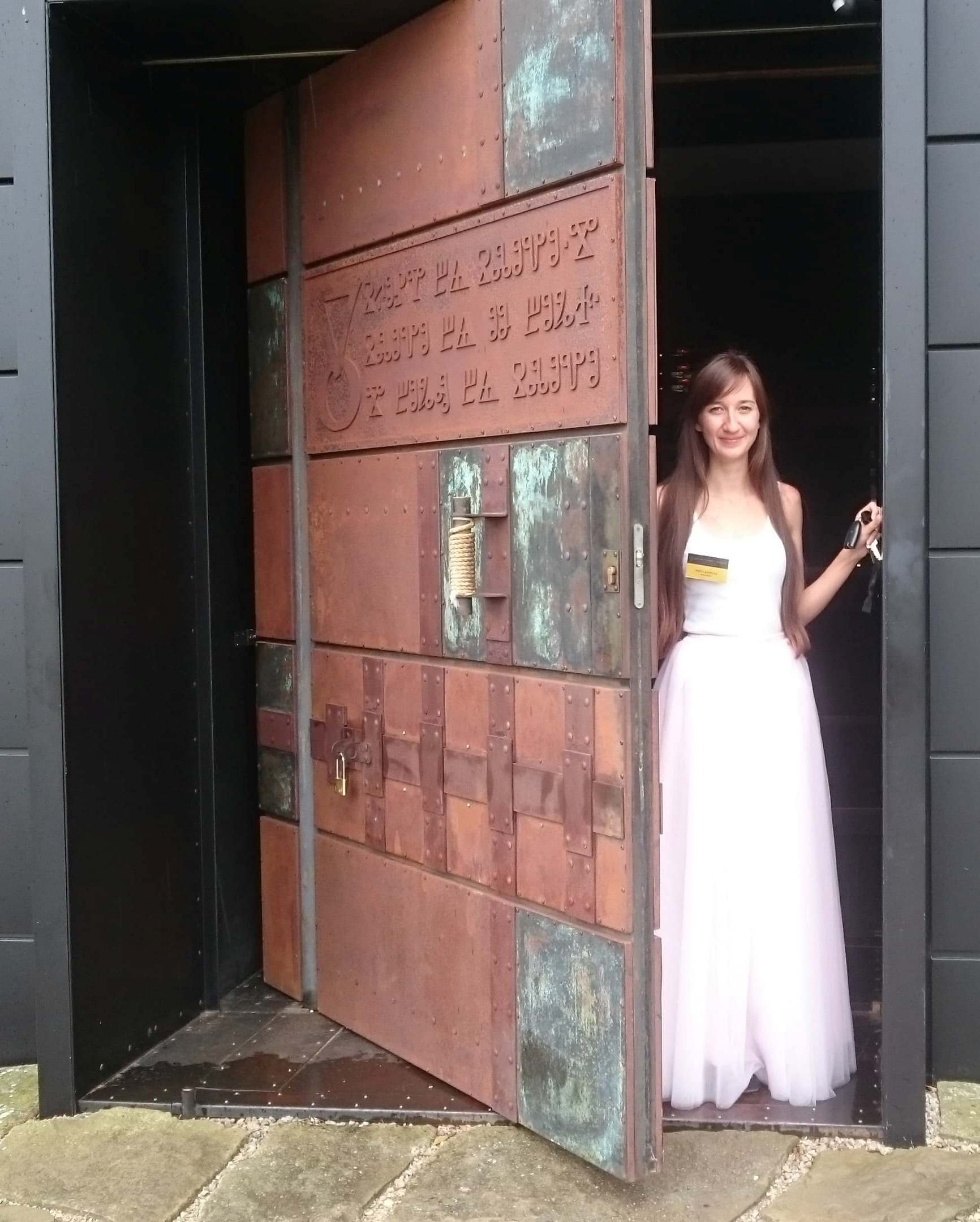
Vchod do II. pavilonu s nápisem v hlaholici: Iskoni bä slovo, i slovo bä u Boha, i Boh bä slovo (Na počátku bylo Slovo, to Slovo bylo u Boha, to Slovo byl Bůh. Jan 1,1.)

Z dalších zajímavých nálezů aglomerace je možno jmenovat zbytky mostu, dlabané čluny – monoxyly, vrše na chytání ryb, harpunu, železné háčky na chytání ryb, dřevěné vědro, vědro s ozdobným kováním, železná dřevem vykládaná vědra, tři různé typy válečných sekyr, dřevěné lžíce a naběračky, provaz, železná udidla, ovčácké nůžky, železnou kosu, srp, krojidlo, železné ocílky, železné hřivny, olověnou hřivnu, hroty šípů, železné klíče a kování zámku, kostěné brusle, šídla, proplétačky, jehelníčky z parohoviny, přesleny z pálené hlíny, kostěnou píšťalku. Obzvláštní pozornost vzbudil malý stříbrný pozlacený relikviář ve tvaru miniaturní bohoslužebné knihy. Zajímavostí jsou vydatné stopy konzumace potravin všeho druhu, zejména na štěpnickém předhradí opevněném stejně kvalitní hradbou, jako hrad, avšak beze stop řemesel a další tvůrčí práce, tedy spíše kasárenského charakteru.
Hroby se mnohdy překrývají, někdy i základy staveb. Nálezy pocházejí z doby převážně 7. až 12. století.
Hodna pozornosti je i zásadní rekonstrukce starší kamenné hradby bez známek pouhé běžné údržby nebo nějaké náhlé katastrofy (požáru, dobytí apod.) na mikulčických Valech někdy v polovině 9. století. Přebudovaná hradba měla lícní kamennou zeď výrazně méně mohutnou. Vypadá to, jakoby zde došlo k úpadku politického významu původního hradiště a teprve po novém uspořádání veřejných poměrů se noví představitelé moci postarali o obnovu zchátralého, ale ne už v původním významu a s dřívějšími mocenskými aspiracemi. Úvaha prof. Poulíka o ústředí státu tak ale mohla docela dobře platit pro první polovinu 9. století.
Josef Poulík svého času uvažoval o mikulčické aglomeraci jako o ústředí celé Velkomoravské říše s argumentací zatím nejsilnějšího nalezeného opevnění na velkomoravských hradištích. To však platilo pouze do okamžiku, než bylo prozkoumáno opevnění v uherskohradišťské lokalitě Rybárny.

## Seznam světového kulturního dědictví
Hradiště bylo nominováno k zápisu na seznam světového kulturního dědictví UNESCO. Ministerstvo kultury nominaci v červnu 2009 stáhlo, o zápis znovu usilovalo v roce 2013, kdy v červnu roku 2014 došlo k opětovnému stažení nominace.